# Luis-Joe Lührs
Luis-Joe Lührs (ur. 20 stycznia 2003 w Monachium) – niemiecki kolarz szosowy i torowy.

## Osiągnięcia

### Kolarstwo szosowe
Opracowano na podstawie:
2020
- 2. miejsce w mistrzostwach Niemiec juniorów (jazda indywidualna na czas)

2021
- 2. miejsce w Grand Prix West Bohemia
- 2. miejsce w Classique des Alpes juniors
- 1. miejsce na 4. etapie Tour du Valromey

### Kolarstwo torowe
Opracowano na podstawie:
2020
- 2. miejsce w mistrzostwach Europy juniorów (wyścig drużynowy na dochodzenie)

2021
- 1. miejsce w mistrzostwach świata juniorów (wyścig drużynowy na dochodzenie)